# Urubu-de-cabeça-preta
O urubu-preto, urubu-de-cabeça-preta, urubu-comum ou apitã (nome científico: Coragyps atratus) é uma espécie de ave catartiforme da família Cathartidae, pertencente ao grupo dos abutres do Novo Mundo. Deste grupo, é uma das espécies mais frequentemente observadas, devido ao fato de realizar voos planados em correntes térmicas a grandes alturas e por possuir atividade durante todo o dia.

## Etimologia
Sua denominação popular "urubu" tem origem no vocábulo tupi urubu, que passou ao português apenas com leves mudanças na pronúncia.. Já seu nome científico vem do grego korax = corvo; e gups = abutre, urubu; e do latim Atratus = vestido de preto, vestido de luto.
O nome "urubu-preto" foi selecionado como nome vernáculo técnico para a espécie pelo Comitê Brasileiro de Registros Ornitológicos (CBRO) em 2021.

## Características
O urubu-preto, como as outras espécies de urubus, possui a cabeça depenada, sendo um pouco rugosa. Essa espécie possui uma boa visão e um olfato apurado, mas não tanto como seu parente mais próximo, o urubu-de-cabeça-vermelha (Cathartes aura. S ), que localiza a carcaça três vezes mais rápido que essa espécie. Isto se deve ao fato de que a parte do seu cérebro que se encarrega do instinto olfativo é cerca de três vezes maior do que a dos urubus-pretos. Possui de 56-74 cm de comprimento, com envergadura de 1,33-1,67 m. Seu peso médio é 1,18 kg (macho) 1,94 kg (fêmea) nas zonas tropicais; e entre 1,6-3 kg na América do Norte e Andes. Urubus que habitam os Andes e a América do Norte são mais pesados, pesando em média 2.,15 kg, já os que habitam nas planícies da América Central e do Sul pesam geralmente 1,6 kg.
Os urubus-pretos fazem ninhos em terrenos longe da presença humana, junto do solo e nunca são feitos a mais de 50 cm de altura. Os ovos, de cor cinza ou verde-pálida, são incubados por ambos os genitores durante 32 a 40 dias. Os juvenis eclodem com plumagem branca e são alimentados por regurgitação. Com o passar dos dias, os juvenis ganham uma cor branco-rosada e penas um pouco azuladas. O primeiro voo ocorre por volta das 10 a 11 semanas de vida e com cerca de 3 meses já têm a plumagem de adulto.
O urubu-preto alimenta-se de carniças e frutas em decomposição como a pupunha. Este modo de alimentação necrófaga confere-lhes grande importância ecológica, pois ajudam a eliminar carcaças do ecossistema. Em áreas habitadas por humanos, eles também se alimentam de matéria em decomposição em depósitos de lixo. Seu sistema digestivo é muito eficaz e graças ao seu ácido estomacal ele é capaz de digerir nervos e ossos.

## Subespécies
- Coragyps atratus atratus (Bechstein, 1793) - habita o extremo sul dos Estados Unidos da América e no norte do México; comprimento: 56-74 cm; peso: 2000 g (macho) e 2750 g (fêmea); envergadura:137-167 cm; massa média da subespécie: 2177 g.
- Coragyps atratus brasiliensis (Bonaparte, 1850) - habita na porção tropical do México, e na América Central até o norte e leste da América do Sul;  comprimento: 56-74 cm; peso médio: 1180 g (macho) e 1940 g (fêmea); envergadura:137-167 cm; massa média da subespécie: 1640 g.
- Coragyps atratus foetens (M. H. C. Lichtenstein, 1817) - ocorre no oeste da América do Sul; comprimento: 56-74 cm; peso médio: 2000 g (macho) e 2750 (fêmea); envergadura: 137-167 cm; massa média da subespécie: 2177 g.

## Urubus brancos
Em agosto de 2009, um raro espécime albino de Coragyps atratus foi achado por agricultores num pasto na cidade de Itabaiana, no agreste sergipano, no Brasil e, então, levado para o Centro de Conservação de Aves de Rapina de Itabaiana. O urubu chegou ao centro debilitado, com ferimentos pelo corpo e estava em recuperação quando, então, foi roubado por supostos traficantes de animais. O animal morreu poucos dias após o sequestro.
Há também outro caso, só que com plumagem leucística, registrado na cidade de Carlos Chagas - MG em outubro de 2010.

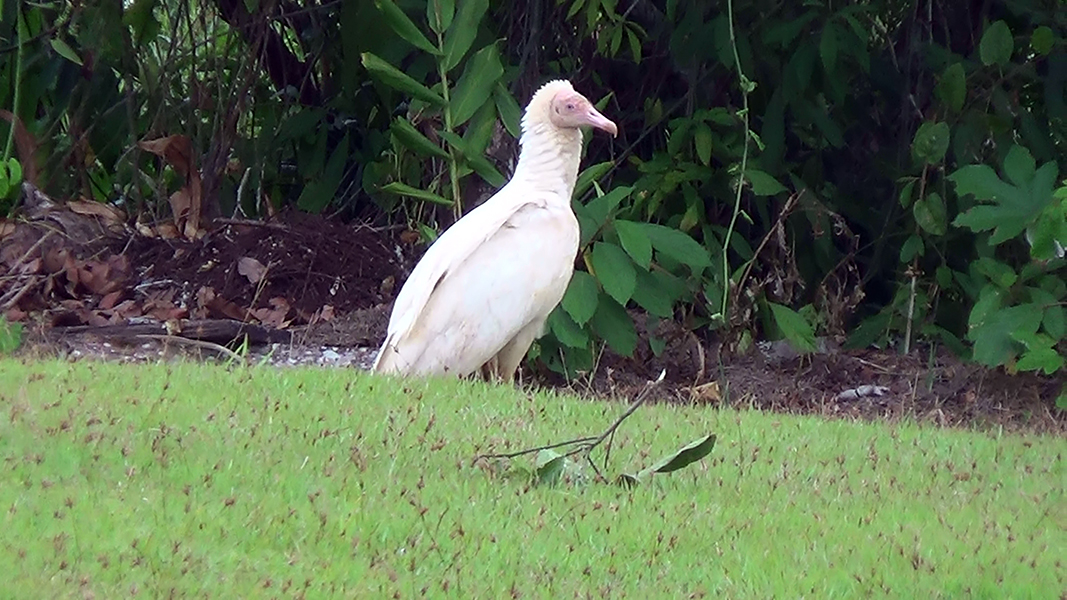
urubu-de-cabeça-preta Albino (Coragyps atratus)

## Distribuição e habitat
O urubu-preto tem uma distribuição neoártica e neotropical. Sua área de ocorrência abrange o meio-Atlântico da América do Norte, incluindo Nova Jersey, sul dos Estados Unidos, México, América Central e parte da América do Sul. Geralmente é um residente permanente em todos os locais em que é encontrado, embora as aves no extremo norte possam migrar distâncias curtas, e outras em toda a sua extensão possam deslocar-se em condições desfavoráveis. Na América do Sul, seu alcance se estende à região central do Chile. Ele também é encontrado como vagante nas ilhas do Caribe. Prefere terra aberta intercalada com áreas de floresta ou bosque. Ocorre ainda em florestas úmidas de baixa altitude, matas e descampados, pântanos e brejos, pastos e florestas antigas fortemente degradadas. Tem preferência por terrenos baixos, e raramente é visto em áreas montanhosas. Ele geralmente é avistado planando ou empoleirado em postes, cercas ou árvores mortas.